# 国鉄の車両形式一覧
国鉄の車両形式一覧（こくてつのしゃりょうけいしきいちらん）では、日本国有鉄道をはじめとした日本の国有鉄道事業体（国鉄）に在籍した鉄道車両の形式の一覧を記す。

## 凡例
- 形式名は原則としてその車両が最後に名乗った称号規定に準ずるものを使用する。
- 在籍中に改造を伴わず形式名が変化した場合は、元の形式を括弧内に表記する。改造により別形式となった場合は別表記とする。
- 各区分内では形式の数字の若い順に記す。

## 蒸気機関車
車軸配列ごとに区分。

### タンク機関車

#### B形（動軸2軸）

##### 軸配置0-4-0(B)
- 1形
- 5形
- 10形
- 40形
- 45形
- 50形
- 60形
- 70形
- ア3形
- ア4形
- ア7形
- B20形

##### 軸配置0-4-2(B1)
- 5形

##### 軸配置2-4-0(1B)
- A3形
- 90形
- 100形
- 105形
- 110形（←A2形。10号機関車）
- 115形（170形の再買収機）
- 120形（←A4形）
- 130形（←A4形）
- 140形
- 150形（←A1形。1号機関車）
- 160形（←A6形・A7形）
- 170形
- 180形
- 190形（←A5形）

##### 軸配置2-4-2(1B1)
- 200形
- 205形
- 210形
- 220形
- 225形
- 230形（←A10形）
- 280形
- 400形（鉄道局形式Jの再買収機）
- 450形
- 480形
- 490形
- 500形（←A8形）
- 600形（←A8形）
- 700形（←A8形）
- 800形
- 810形
- 850形
- 860形（←A9形）
- 870形
- 900形
- 950形

##### 軸配置4-4-2(2B1)
- 960形
- 1000形（2代）
- 1070形
- 1150形（2代）
- B10形

##### 軸配置4-4-4(2B2)
- 1060形（2代）

#### C形（動軸3軸）

##### 軸配置0-6-0(C)
- 1000形（初代）
- 1010形
- 1020形
- 1025形
- 1030形
- 1040形
- 1045形
- 1050形
- 1055形
- 1060形（初代）
- 1100形（←B3形・B4形）
- 1120形
- 1150形（初代）
- 1170形
- 1180形
- 1190形
- 1195形
- 1200形
- 1210形（1150形（初代）の再買収機）
- 1215形
- 1220形
- 1225形
- 1230形
- 1235形（1010形の再買収機）
- 1240形
- 1245形
- 1250形
- 1255形
- 1260形
- 1265形
- 1270形
- 1275形
- 1280形
- 1285形
- 1290形（←B1形。善光号機関車）
- 1295形
- 1300形
- 1310形
- 1320形
- 1325形
- 1340形
- 1345形
- 1350形
- 1355形
- 1360形
- 1370形
- 1400形
- 1430形
- 1440形
- 1480形
- 1500形
- 1530形
- 1550形
- 1630形
- 1650形（1010形の再買収機）
- 1670形（1100形の再買収機）
- 1680形（1100形の再買収機）
- 1690形
- 1700形
- 1710形（1230形の再買収機）
- 1720形
- 1730形
- 1740形
- 1745形
- 1750形
- 1760形
- 1765形
- 1770形
- 1800形（←B2形）
- 1850形（←B2形）
- 1900形
- 1940形
- 1960形
- 1980形
- 2000形
- 2060形
- 2040形
- 2080形
- ア2形
- ア5系
- ア6形

##### 軸配置0-6-2(C1)
- 1370形
- 2090形
- 2100形（←B6形）
- 2120形（←B6形）
- 2400形（←B6形）
- 2500形（←B6形）
- 2700形（初代）

##### 軸配置0-6-4(C2)
- 2700形（2代）

##### 軸配置2-6-0(1C)
- 2800形
- 2820形
- 2850形

##### 軸配置2-6-2(1C1)
- 2900形
- 2920形
- 2930形
- 2940形
- 2950形
- 3000形
- 3005形
- 3010形
- 3015形
- 3020形
- 3025形
- 3030形
- 3035形
- 3040形（初代）
- 3040形（2代）
- 3045形
- 3050形
- 3060形
- 3070形
- 3080形（←B5形）
- 3085形
- 3100形
- 3150形（←B7形）
- 3165形
- 3170形
- 3200形
- 3240形
- 3250形
- 3255形
- 3300形
- 3350形
- 3360形
- 3380形
- 3390形
- 3400形
- 3420形
- 3425形
- 3450形
- 3455形
- 3500形
- C12形
- C13形

##### 軸配置2-6-4(1C2)
- 3700形
- C10形
- C11形

##### 軸配置4-6-2(2C1)
- 3800形

#### アプト式

##### 軸配置0-6-0(C)
- 3900形（←C1形）

##### 軸配置2-6-0(1C)
- 3920形（←C2形）

##### 軸配置2-6-2(1C1)
- 3950形（←C3形）
- 3980形（←C3形）

#### D形（動軸4軸）

##### 軸配置0-8-0(D)
- 4000形
- 4030形

#### E形（動軸5軸）

##### 軸配置0-10-0(E)
- 4100形
- 4110形

##### 軸配置2-10-4(1E2)
- E10形

#### マレー式
軸配置0-4-4-0(BB)
- 4500形
- 4510形

### テンダー機関車

#### B形（動軸2軸）

##### 軸配置0-4-2(B1)
- 5000形（←D1形）

##### 軸配置2-4-2(1B1)
- 5050形
- 5060形

##### 軸配置4-4-0(2B)
- 5100形（←D2形）
- 5130形（←D4形）
- 5160形（←D11形）
- 5200形
- 5230形
- 5270形
- 5300形（←D5形）
- 5400形（←D5形）
- 5450形
- 5480形
- 5490形（←D3形）
- 5500形（←D6形）
- 5600形
- 5625形（5600形の国鉄復籍機）
- 5630形
- 5650形
- 5680形（←D7形）
- 5700形（←D10形）
- 5800形
- 5830形
- 5860形
- 5900形
- 5950形
- 6000形
- 6050形
- 6100形
- 6120形（←D8形）
- 6150形（←D8形）
- 6200形（←D9形）
- 6250形
- 6270形（←D9形）
- 6300形（←D9形）
- 6350形（←D9形）
- 6400形（←D12形）
- 6500形
- 6700形
- 6750形
- 6760形
- B50形

##### 軸配置4-4-2(2B1)
- 6600形

#### C形（動軸3軸）

##### 軸配置0-6-0(C)
- 7000形
- 7010形（←E1形）
- 7030形（←E1形）

##### 軸配置0-6-2(C1)
- 7050形
- 7080形

##### 軸配置2-6-0(1C)
- 7100形
- 7150形
- 7170形
- 7200形
- 7270形
- 7300形
- 7350形
- 7400形
- 7450形（←E2形）
- 7500形
- 7550形
- 7600形
- 7650形
- 7700形（←E4形）
- 7720形
- 7750形
- 7800形
- 7850形
- 7900形（←E5形）
- 7950形（←E6形）
- 8000形
- 8050形
- 8100形（←E7形）
- 8150形（←E3形）
- 8200形（初代）
- 8250形
- 8300形
- 8350形
- 8360形
- 8380形
- 8400形
- 8450形
- 8500形（初代）
- 8500形（2代）
- 8550形
- 8620形
- C50形
- C56形

##### 軸配置2-6-2(1C1)
- C58形
- C63形 - 計画のみ[1]

##### 軸配置4-6-0(2C)
- 8700形
- 8800形
- 8850形

##### 軸配置4-6-2(2C1)
- 8900形
- C51形（←18900形）
- C52形（←8200形（2代））
- C53形
- C54形
- C55形
- C57形
- C59形

##### 軸配置4-6-4(2C2)
- C60形
- C61形
- C62形

#### D形（動軸4軸）

##### 軸配置2-8-0(1D)
- 9030形
- 9040形（←9000形）
- 9050形
- 9150形（←F1形）
- 9200形（←F2形）
- 9300形
- 9400形
- 9500形
- 9550形
- 9580形（←9600形（初代））
- 9600形（2代）

##### 軸配置2-8-2(1D1)
- 9700形
- D50形（←9900形）
- D51形
- D52形

##### 軸配置2-8-4(1D2)
- D60形
- D61形
- D62形

#### マレー式

##### 軸配置0-4-4-0(B+B)
- 4600形

##### 軸配置2-4-4-0(1B+B)
- 9020形

##### 軸配置0-6-6-0(C+C)
- 9750形
- 9800形
- 9850形

## 電気機関車

### 蓄電池機関車
- AB10形
- AB90形 - 計画のみ[2]

### 直流用電気機関車
- EB10形
- EC40形（←10000形。アプト式）
- ED10形（←1000形）
- ED11形（←1010形）
- ED12形（←1020形）
- ED13形（←1030形）
- ED14形（←1060形）
- ED15形（←1070形）
- ED16形
- ED17形
- ED18形
- ED19形
- ED20形
- ED21形
- ED22形
- ED23形
- ED24形
- ED25形（初代）
- ED25形（2代）（←ED30形（初代））
- ED26形（初代）
- ED26形（2代）（←ED33形）
- ED27形（初代）
- ED27形（2代）（←ED34形）
- ED28形（初代）
- ED28形（2代）（←ED35形）
- ED29形（初代）
- ED29形（2代）（←ED37形）
- ED31形
- ED32形
- ED36形
- ED38形
- ED40形（←10020形。アプト式）
- ED41形（←10040形。アプト式）
- ED42形（アプト式）
- ED50形（←1040形）
- ED51形
- ED52形（←6000形）
- ED53形（←6010形）
- ED54形（←7000形）
- ED55形 - 計画のみ[3]
- ED56形
- ED57形
- ED60形
- ED61形
- ED62形
- ED63形 - 計画のみ[4]
- ED95形 - 計画のみ[4]
- EF10形
- EF11形
- EF12形
- EF13形
- EF14形
- EF15形
- EF16形
- EF18形
- EF50形（←8000形）
- EF51形（←8010形）
- EF52形
- EF53形
- EF54形（←EF52形）
- EF55形
- EF56形
- EF57形
- EF58形
- EF59形
- EF60形
- EF61形
- EF62形
- EF63形
- EF64形
- EF65形
- EF66形
- EF67形
- EF90形
- EH10形
- EH50形 - 計画のみ[5]

### 交流用電気機関車
- ED70形
- ED71形
- ED72形
- ED73形
- ED74形
- ED75形
- ED76形
- ED77形
- ED78形
- ED79形
- ED90形（←ED44形）
- ED91形（←ED45形）
- ED93形
- ED94形
- EF70形
- EF71形

### 交流直流両用電気機関車
- ED30形（2代）
- ED92形（←ED46形）
- EF30形
- EF80形
- EF81形

## ディーゼル機関車

### 機械式
- DB10形
- DC10形

### 液体式
- DD11形
- DD13形
- DD14形
- DD15形
- DD16形
- DD17形
- DD20形
- DD21形
- DD40形
- DD42形
- DD51形
- DD53形
- DD54形
- DD91形
- DD93形
- DE10形
- DE11形
- DE15形
- DE50形
- DF51形 - 計画のみ[6]
- DF93形

### 電気式
- DC11形
- DD10形
- DD12形
- DD50形
- DD90形（←DD41形）
- DF40形
- DF41形
- DF50形
- DF90形
- DF91形（初代）
- DF91形（2代）

## 電車

### 旧形電車

#### 1928年改番以前の系列
- デハ6250形
- デハ6260形
- デハ6280形
- デハ6285形
- デハ6300形
- デハ6310系
- デハ6340系
- デハ33400系
- デハ33500系
- デハ43200系
- デハ63100系
- デハ73200系

#### 1928年改番以前の形式
- ホデ1形
- ニデ950形
- デ960形
- デ963形
- デ989形
- ナデ6100形
- ナデ6110形
- デロハ6130形
- ナデ6145形
- サロハ6190形
- サハ6190形
- デハ6250形
- デハ6260形
- デハ6280形
- デハ6285形
- デハ6300形
- デハ6310形
- デハ6340形
- デハ6380形
- ナトデ6400形・クハ6400形・サハ6400形
- クハ6410形・サハ6410形
- クハ6420形
- クハ6430形
- デハユニ6450形・デハニ6450形・デニ6450形
- ホニデ6460形・ナニデ6460形・デハニ6460形
- ナニデ6465形・デハニ6465形
- デハニ6470形
- クケン23100形
- デハ23400形
- デハ23450形
- デハ23500形・クハ23500形
- クハ23600形・サハ23600形
- デハニ23850形
- デヤ33100形
- サロ33200形
- サロ33250形
- デケン33300形 - 計画のみ
- デハ33400形
- デハ33500形
- サハ33550形
- サハ33700形
- サハ33750形
- デユニ33850形
- サロ43100形
- デハ43200形
- サハ43550形
- デハユニ43850形
- デハ63100形
- サロ73100形
- デハ73200形
- サハ73500形

#### 1928年改番以降の系列
- 30系 - 1926年に登場した17m級3扉ロングシート二重屋根車両のグループ
- 31系 - 1929年に登場した17m級3扉ロングシート丸屋根車両のグループ
- 32系 - 1930年に登場した横須賀線用2扉車のグループ
- 33系 - 1932年に登場した17m級3扉ロングシート車両のグループ
- 40系 - 1932年に登場した20m級3扉ロングシート車両のグループ
- 42系 - 1933年に登場した20m級2扉クロスシート車両のグループ
- 50系 - 1934年に登場した17m級3扉ロングシート車両のグループ
- 51系 - 1935年に登場した20m級3扉クロスシート車両のグループ
- 52系 - 1935年に登場した20m級2扉クロスシート車両のグループ
- 62系 - 1943年に登場した17m級2扉クロスシート車両のグループ
- 63系 - 1944年に登場した20m級4扉ロングシート車両のグループ
- 70系 - 1951年に登場した20m級3扉セミクロスシート車両のグループ
- 72系 - 1952年に登場した20m級4扉ロングシート車両のグループ
- 80系 - 1950年に登場した20m級2扉セミクロスシート車両のグループ
- 私鉄買収車
  - 広浜鉄道の電車
  - 信濃鉄道の電車
  - 富士身延鉄道の電車
  - 宇部鉄道の電車
  - 富岩鉄道の電車
  - 鶴見臨港鉄道の電車
  - 豊川鉄道の電車
  - 鳳来寺鉄道の電車
  - 三信鉄道の電車
  - 伊那電気鉄道の電車
  - 南武鉄道の電車
  - 青梅電気鉄道の電車
  - 阪和電気鉄道の車両
  - 宮城電気鉄道の電車

#### 1928年改番以降の形式
- モハ1形
- モユニ2形
- モニ3形
- モヤ4形
- クヤ5形
- サハ6形
- クハ6形
- クヤ7形
- モハ10形
- モヤ11形
- モハ11形・クモハ11形
- モユニ12形
- モハ12形・クモハ12形
- モニ13形・クモニ13形
- モニ14形
- モハ14形・クモハ14形
- クハ15形
- サロ15形・サハ15形
- クヤ16形
- クハ16形・クロハ16形
- サロ17形
- クハ17形
- サハ17形
- サロ18形
- クハ18形
- サハ19形
- クハニ19形
- モハ20形
- クモハ20形
- モハユニ21形
- クモエ21形
- クモヤ22形
- クモル23形
- クモル24形
- サハ25形
- クハ25形
- サハ26形
- サロハ27形
- サニ27形
- クハニ28形
- サル28形
- クエ28形
- クハ29形
- クル29形
- モハ30形
- モハ31形・クモハ31形
- モハ32形・クモハ32形
- モハ33形
- モハ34形
- サロ35形
- サハ36形
- サロ37形
- クハ38形
- サハ39形
- モハ40形・クモハ40形
- モハ41形・クモハ41形
- モハ42形・クモハ42形
- モハ43形・クモハ43形
- モハユニ44形・クモハユニ44形
- サロ45形・サハ45形
- サロハ46形
- サロ46形
- クハ47形
- サハ48形
- クロ49形・クロハ49形・サロハ49形
- モハ50形・クモハ50形
- モハ51形・クモハ51形
- モハ52形・クモハ52形
- モニ53形
- モハ53形・クモハ53形
- モハ54形・クモハ54形
- クハ55形・クロハ55形
- サロハ56形
- クハユニ56形
- サハ57形
- クハ58形
- サハ58形
- クロハ59形
- モハ60形・クモハ60形
- モハユニ61形
- モハ61形・クモハ61形
- モハ62形
- モハ63形
- モハ64形
- クモハユニ64形
- クハ65形
- サロハ66形
- クハ66形
- クハニ67形
- クハ68形
- クロハ69形
- モハ70形
- モハ71形
- モハ72形
- モハ73形・クモハ73形
- クモユニ74形
- クモハユ74形・クモハ74形
- サハ75形
- サロ75形・クハ75形
- クハ76形
- クハ77形
- サハ78形
- クハ79形
- モハ80形
- モユニ81形・クモユニ81形
- クモユニ82形
- クモニ83形
- クハ85形
- サロ85形・サハ85形
- クハ86形
- サハ87形
- モハ90形
- クモヤ90形
- モハ91形
- クモヤ91形
- モハニ92形
- クモヤ92形
- モハ93形
- クモヤ93形
- クハユニ95形
- クハニ96形
- クヤ99形
- モハ1100形
- モハ1200形
- モハ1300形
- モハ1310形・クモハ1310形
- モハ1500形
- モハ1510形・クモハ1510形
- モハ1520形・クモハ1520形
- モハ1600形
- モハ1610形
- モハ1620形
- モハ1700形・クモハ1700形
- モハ1900形
- モハ1910形
- モハ1920形
- モハ2000形・クモハ2000形
- クモハ2010形
- モハ2020形・クモハ2020形
- モハ2200形・クモハ2200形
- モハ2210形・クモハ2210形
- モハ2250形・クモハ2250形
- モハ2310形
- モハ2320形・クモハ2320形
- クモハ2340形
- モハ2400形
- モハユニ3100形
- モニ3200形
- モユニ3400形
- モニ3410形・クモニ3410形
- モニ3420形
- モヤ4000形・クモヤ4000形
- モル4100形・クモル4100形
- サハ4300形
- クモエ4300形
- モル4500形
- モル4511形
- モヤ4600形
- モヤ4700形
- クハ5100形
- クハ5110形
- クハ5300形
- クハ5310形
- クハ5500形
- クハ5510形
- クハ5520形
- クハ5530形
- クハ5540形
- クハ5550形
- クハ5600形
- クハ5610形
- クハ5800形
- クハ5900形
- クハ5910形
- クハ5920形
- クハ6000形
- クハ6010形
- クハ6020形
- クハ6100形
- クハ6110形
- クハ6200形
- クハ6210形
- クハ6220形
- クハ6230形
- クハ6240形
- クハ6250形
- クハ6300形
- クハ6310形
- クハ6320形
- クハ6330形
- クハ6340形
- サハ6400形
- クハユニ7100形
- クハニ7200形
- クハニ7210形
- クハニ7300形
- クハニ7310形
- サハニ7900形
- クヤ9000形
- クヤ9010形
- クヤ9020形
- クエ9100形
- クエ9110形
- クエ9120形
- クエ9130形
- クエ9140形
- クエ9160形
- クル9200形
- クル9210形
- サエ9300形
- サエ9310形
- サエ9320形
- サエ9330形
- サル9400形
- クエ9400形
- クエ9420形
- クル9500形
- クモヤ440形
- クモヤ441形
- クヤ490形・クハ490形
- クモヤ491形・クモハ491形
- 493系
- 791系
- クモヤ792形・クモヤ740形

### 新性能電車

#### 通勤形
- 101系（←90系）
- 103系
- 105系
- 201系
- 203系
- 205系
- 207系
- 301系

#### 近郊形
- 111系
- 113系
- 115系
- 117系
- 119系
- 121系
- 123系
- 211系
- 213系
- 401系
- 403系
- 411系
- 413系
- 415系
- 417系
- 419系
- 421系
- 423系
- 711系
- 713系
- 715系
- 717系

#### 準急形・急行形
- 153系（←91系）
- 155系（←82系）
- 157系（←22系）
- 159系
- 163系
- 165系
- 167系
- 169系
- 451系
- 453系
- 455系
- 457系
- 471系
- 473系
- 475系

#### 特急形
- 151系（←20系）
- 161系
- 181系
- 183系
- 185系
- 187系 - 計画のみ[7]
- 189系
- 381系
- 481系
- 483系
- 485系
- 487系 - 計画のみ
- 489系
- 581系
- 583系
- 781系

#### 非旅客用・試験用・事業用
- クモユ141形
- 143系
- 145系
- 147系
- 191系
- 193系
- 443系
- 493系
- 495系
- 591系
- 741系 - 計画のみ
- 791系（←クモヤ94形）
- 793系 - 計画のみ[8]

## 内燃動車

### 蒸気動車
- キハ6400形

### 天然ガス動車
- キハ41200形
- キハ42200形

### 機械式気動車
- キハニ5000形
- キハ40000形
- キハ01系
- キハ04形
- キハ07形
- キハ391系
- キヤ91形
- キヤ92形

### 電気式気動車
- キハニ36450形
- キクハ16800形
- キハ43000形
- キハ44000形
- キハ44100形・キハ44200形

### 液体式気動車

#### 一般形
特急形・急行形以外の普通列車用気動車は一般形気動車と総称され、さらに一般形、通勤形、近郊形に細分されることもある。国鉄時代には正式な分類がなかったため、どの形式がどの分類に属するか文献により相違がみられる。
- キハ44500形
- キハ08系
- キハ10系
- キハ20系
- キハ31形
- キハ32形
- キハ35系
- キハ37形
- キハ38形
- キハ40系
- キハ45系
- キハ54形
- キハ66系

#### 準急形・急行形
- キハ55系
- キハ56系
- キハ57系
- キハ58系
- キハ60系
- キハ65形
- キハ91系

#### 特急形
- キハ80系
- キハ181系
- キハ183系
- キハ185系

#### 試験用・事業用
- キワ90形
- キヤ90形
- キヤ191系

## 客車

### 国有化以前の客車（雑形客車）
- 官設鉄道の客車
- 北海道炭礦鉄道の客車
- 日本鉄道の客車
- 関西鉄道の客車
- 山陽鉄道の客車
- 九州鉄道の客車
- 九州鉄道ブリル客車

### 旧型客車
10系以前の客車には急行形や一般形に分類される車種を種別ごとに分類していない。
- 鉄道院基本形客車
- 22000系
- 28400系
- オハ31系
- スハ32系
- オハ35系
- 70系
- 60系
- スハ43系
- マイテ30形 - 計画のみ[10]
- 10系
- オハフ36形
- オハ30形
- マロネ40形
- マシ35形

### 新系列客車

#### 一般形
- 50系

#### 急行形
- 12系

#### 特急形
- 14系
- 20系
- 24系

### 皇室用
- 御料車
- 供奉車
- 霊柩車
- 賢所乗御車

### 非旅客用・試験用・事業用
- ホエ7000形
- ナエ7200形
- ナエ9900形・オエ9920形
- ナエ27000形
- ナヤ6630形
- ホヤ6690形
- ホヤ6720形
- ホヤ6740形
- ホヤ6760形
- オヤ31形
- マヤ34形
- ホル7500形
- ナル7700形
- ナル9950形・オル9970形
- マヌ34形
- スニ40形・スニ41形・スユ44形
- マニ30形
- マニ35形・マニ36形・マニ37形
- マニ44形

## 貨車
下記の一覧は1928年（昭和3年）に行われた称号規定変更後の形式をまとめたものである。

### 営業用

#### ウ：豚積車
- ウ1
- ウ100
- ウ200
- ウ300
- ウ500

#### カ：家畜車
- カ1
- カ500
- カ1000
- カ1500
- カ2000
- カ3000
- カム1

#### ク：車運車
- ク50（←シワ100←シワ115）
- ク300
- ク5000
- ク9000
- ク9100
- クム1
- クム1000（←シム1000）
- クム2000（←シム2000）
- クム3000（←シム3000）
- クム80000
- クサ9000（カンガルー方式輸送試作車）

#### コ：コンテナ車
- コム1（15t積。10ftコンテナ2個積載。北海道の支線用にトム150000を改造。）
- コラ1（19t積。10ftコンテナ3個積載）
- コサ900（21t積。国際海上コンテナ用試作車。）
- コキ1000（国際海上コンテナ用。20ftコンテナ2個積載。1968年度登場）
- コキ5500系
  - コキ5000（←チキ5000。28t積。10ftコンテナ5個積載→12ftコンテナ4個積載）
  - コキ5500（←チキ5500〈初代）。28t積。10ftコンテナ5個積載→12ftコンテナ4個積載。コキとしての新造車あり）
- コキ9000（←チキ9000。25t積。フレキシバン方式コンテナ2個積載）
- コキ9100（41t積。国際海上コンテナ用試作車。）
- コキ9200（37t積。フレートライナー輸送用試作車。）
- コキ9300（61t積。国際海上コンテナ及び10ftコンテナ用試作車。）
- コキ10000系
  - コキ10000（28t積。10ftコンテナ5個積載→12ftコンテナ4個積載。1994年度消滅）
  - コキフ10000（緩急車。10ftコンテナ4個積載→12ftコンテナ3個積載。1995年度消滅）
  - コキ19000（28t積。12ftコンテナ4個積載。初の5t/10tコンテナ兼用車。1994年度消滅）
- コキ50000系
  - コキ50000（37t積。12ftコンテナ5個積載）
  - コキフ50000（緩急車。12ftコンテナ4個積載。1994年度消滅）
- コキ60000（12ftコンテナ5個積み。コキ5500改造。1998年度消滅）

#### シ：大物車
- シ1
- シ10
- シ200
- シム1
- シム20（←鶴見臨港鉄道シム110形）
- シム200
- シサ1
- シサ10
- シキ1（初代）
- シキ1（2代）
- シキ5
- シキ15
- シキ20
- シキ25
- シキ30
- シキ35
- シキ40
- シキ60
- シキ70
- シキ80
- シキ90
- シキ100（80t積。1994年度消滅）
- シキ110（←鶴見臨港鉄道シキ100形）
- シキ115
- シキ120
- シキ130
- シキ140
- シキ150
- シキ160
- シキ170
- シキ180（初代）
- シキ180（2代）（80t積）
- シキ190
- シキ195
- シキ200
- シキ280
- シキ290
- シキ300
- シキ310
- シキ370
- シキ400
- シキ500（100t積。1993年度消滅）
- シキ550（50t積）
- シキ600（240t積）
- シキ610
- シキ670
- シキ700
- シキ800
- シキ850
- シキ1000（55t積）

#### ス：鉄側有蓋車
- スム1
- スム4500

#### セ：石炭車
- セフ1（緩急車）
- セム1
- セムフ1（緩急車）
- セラ1
- セキ1000
- セキ3000（1993年度消滅）
- セキ6000（1998年度消滅）
- セキ8000（1998年度消滅）

#### タ：タンク車
専用種別が標記されていない車両はガソリン専用車である。
- タ1（7t積。石油類専用車）
- タ300（6.16t -6.25t積。液化エチレン専用車）
- タ400（9t積。石油類専用車）
- タ500（10t積。石油類専用車）
- タ520（5t積。液化アンモニア専用車）
- タ550（10t積。液化アンモニア専用車）
- タ580（10t積。液化アンモニア専用車）
- タ600（9t - 10t積。石油類専用車）
- タ900（10t積。）
- タ1000（11t - 12t積。石油類専用車）
- タ1100（10t積。牛乳専用車）
- タ1150（10t積。糖蜜専用車）
- タ1200（12t積。）
- タ1300（10t積。濃硫酸専用車）
- タ1370（12t積。希硫酸専用車）
- タ1400（13t積。希硫酸専用車）
- タ1450（13t積。アンモニア水専用車）
- タ1500（12t積。二硫化炭素専用車）
- タ1530（8t積。アンモニア水専用車）
- タ1600（10t積。二硫化炭素専用車）
- タ1650（10t積。アンモニア水専用車）
- タ1700（12t積。アンモニア水専用車）
- タ1750（13t積。塩酸及びアミノ酸専用車）
- タ1800（13t積。アンモニア水専用車）
- タ1850（13t積。塩酸及びアミノ酸専用車）
- タ1900（13t積。希硫酸専用車）
- タ2000（10t積。アルコール専用車）
- タ2100（13t積。希硝酸専用車）
- タ2200（12t積。カセイソーダ液専用車）
- タ2300（12t積。カセイソーダ液専用車）
- タ2350（12t積。カセイソーダ液専用車）
- タ2400（10t積。クレオソート専用車）
- タ2600（11t積。カセイソーダ液専用車）
- タ2700（9t積。）
- タ2800（12t積。液化アンモニア専用車）
- タ2900（8t積。メタノール専用車）
- タ3000(初代)（10t積。苦汁専用車）
- タ3000(2代)（8t積。フタル酸ジオクチル専用車）
- タ3050（10t積。ホルマリン専用車）
- タ3100（11t積。酢酸及び無水酢酸専用車）
- タ3200（13t積。塩酸専用車）
- タ3300（12t積。ユーロイド専用車）
- タ3400（10t積。メチルビニルエーテル専用車）
- タ3500（11t積。メタノール専用車）
- タ3600（9t積。酢酸エチル専用車）
- タ3700（11t積。クラフトパルプ廃液専用車）
- タ3800（11t積。アクリルニトリル専用車）
- タ3900（10t積。）
- タ4000（10t積。スチレンモノマー専用車）
- タ4100（10t積。サラシ液専用車）
- タ4200（10t積。リン酸専用車）
- タ10900（10t積。）
- タ11000（12t積。石油類専用車）
- タ13300（12t積。ユーロイド専用車）
- タム40（14t積。カセイソーダ液専用車）
- タム80（14t積。クレオソート専用車）
- タム100（初代）（15t積。石油類専用車）
- タム100（2代）（15→14t積。濃硝酸専用車）
- タム200（15t積。二硫化炭素専用車）
- タム300（15t積。濃硫酸専用車）
- タム400（15t積。濃硫酸専用車）
- タム500（15t積）
- タム600（15t積。植物油専用車）
- タム700（15t積。石油類専用車）
- タム800（15t積。石油類専用車）
- タム900（15t積。カセイソーダ液専用車）
- タム1700（15t積。濃硫酸専用車）
- タム1750（15t積。濃硫酸専用車）
- タム1800（15t積。濃硫酸専用車）
- タム1850（15t積。クロルスルホン酸専用車）
- タム1900（15t積。カセイソーダ液専用車）
- タム2000（15t積。糖蜜専用車）
- タム2100（15t積。希硝酸専用車）
- タム2300（15t積。液化塩素専用車）
- タム2400（15t積。酢酸及び無水酢酸専用車）
- タム3000（15t積。）
- タム3050（15t積。ホルマリン専用車）
- タム3100（15t積。苦汁専用車）
- タム3200（15t積。ベンゾール専用車）
- タム3250（15t積。ベンゾール専用車）
- タム3400（15t積。メタノール専用車）
- タム3450（15t積。メタノール専用車）
- タム3500（15t積。希硫酸専用車）
- タム3700（15t積。メタノール専用車）
- タム3800（15t積。酢酸エチル専用車）
- タム3850（15t積。酢酸エチル専用車）
- タム3900（15t積。カセイソーダ液専用車）
- タム4000（15t積。石油類専用車）
- タム4500（15t積。ソフトピッチ専用車）
- タム4600（15t積。トルオール専用車）
- タム4700（15t積。アンモニア水専用車）
- タム4800（15t積。S酸肥液専用車）
- タム4900（15t積。亜硫酸パルプ廃液専用車）
- タム5000（15t積。塩酸及びアミノ酸専用車）
- タム5100（15t積。塩酸専用車）
- タム5200（15t積。ジメチルアミン専用車）
- タム5300（15t積。トルオール専用車）
- タム5400（16t積。トリクレン専用車）
- タム5500（16t積。希硝酸専用車）
- タム5600（16t積。四塩化炭素専用車）
- タム5700（16t積。カセイソーダ液専用車）
- タム5800（15t積。液化アンモニア専用車）
- タム5850（15t積。液化アンモニア専用車）
- タム5900（14t積。二硫化炭素専用車）
- タム6900（15t積。アクリルニトリル専用車）
- タム7000（15t積。プロピレングリコール専用車）
- タム7100（15t積。液化プロパン専用車）
- タム7200（15t積。液化プロパン専用車）
- タム7300（15t積。液化プロパン専用車）
- タム7400（16t積。濃硫酸専用車）
- タム7500（15t積。アニリン専用車）
- タム7550（15t積。アニリン専用車）
- タム7600（15t積。カセイソーダ液専用車）
- タム7700（15t積。塩化メチレン専用車）
- タム7800（15t積。フタル酸ジオクチル専用車）
- タム7900（16t積。フタルメタアクリレート専用車）
- タム8000（15t積。過酸化水素専用車）
- タム8100（15t積。アルコール専用車）
- タム8200（15t積。リン酸専用車）
- タム8300（15t積。液体サイズ剤専用車）
- タム8400（15t積。アセトアルデヒド専用車）
- タム8500（15t積。液化塩素専用車）
- タム8600（15t積。トリクロールエチレン専用車）
- タム8700（15t積。塩化パラフィン専用車）
- タム8800（15t積。アセトンシアンヒドリン専用車）
- タム8900（15t積。尿素樹脂接着剤専用車）
- タム9000（15t積。LPガス専用車）
- タム9100（15t積。潤滑油添加剤専用車）
- タム9200（15t積。石油類専用車）
- タム9300（16t積。液化塩化ビニル専用車）
- タム9400（15t積。塩酸専用車）
- タム9500（15t積。塩化パラフィン専用車）
- タム9600（16t積。液化天然ガス (LNG) 専用車）
- タム9800（15t積。アミノ酸専用車）
- タム20080（15t積。クレオソート専用車）
- タム20400（15t積。濃硫酸専用車）
- タム20500（15t積）
- タム20800（15t積。石油類専用車）
- タム20900（15t積。カセイソーダ液専用車）
- タム22000（15t積。糖蜜専用車）
- タム23250（15t積。ベンゾール専用車）
- タム23700（15t積。メタノール専用車）
- タム23900（15t積。カセイソーダ液専用車）
- タム24000（15t積。石油類専用車）
- タム25000（15t積。塩酸専用車）
- タラ1（19t積）
- タラ100（19t積）
- タラ200（17t積。重油専用車）
- タラ300（18t積。希硫酸専用車）
- タラ350（18t積。希硫酸専用車）
- タラ400（17t積。カセイソーダ液専用車）
- タラ420（17t積。カセイソーダ液専用車）
- タラ500（17t積。濃硫酸専用車）
- タラ600（18t積。サラシ液専用車）
- タラ700（19t積。サラシ液専用車）
- タサ1（20t積。石油類専用車）
- タサ400（20t積。希硫酸専用車）
- タサ500（20t積。石油類専用車）
- タサ600（20t積。石油類専用車）
- タサ700（20t積。）
- タサ1000（20t積。ベンゾール専用車）
- タサ1050（20t積。ベンゾール専用車）
- タサ1100（20t積。ベンゾール専用車）
- タサ1200（20t積。濃硫酸専用車）
- タサ1300（20t積。カセイソーダ液専用車）
- タサ1400（20t積。石油類専用車）
- タサ1600（24t積。石油類専用車）
- タサ1700（20t積）
- タサ1900（24t積）
- タサ2000(初代)（24t積。濃硫酸専用車）
- タサ2000(2代)（20t積。）
- タサ2100（20t積。希硫酸専用車）
- タサ2200（20t積。二硫化炭素専用車）
- タサ2300（20t積。カセイソーダ液専用車）
- タサ2400（20t積。石油類専用車）
- タサ2500（20t積。濃硫酸専用車）
- タサ2600（20t積。濃硫酸専用車）
- タサ3000（20t積。アルコール専用車）
- タサ3200（20t積。アルコール専用車）
- タサ3300（20t積。希硝酸専用車）
- タサ3400（20t積。石炭酸専用車）
- タサ3500（22t積。アルコール専用車）
- タサ3600（22t積。石油類専用車）
- タサ3700（20t積。オルソキシレン専用車）
- タサ3800（20t積。メタノール専用車）
- タサ4000（20t積。液化塩化ビニル専用車）
- タサ4100（20t積。液化アンモニア専用車）
- タサ4300（20t積。酢酸エチル専用車）
- タサ4400（24t積。ベンゾール専用車）
- タサ4500（20t積。酢酸ビニル専用車）
- タサ4600（20t積。アクリルニトリル専用車）
- タサ4900（23t積。サラシ液専用車）
- タサ5000（20t積。アルコール専用車）
- タサ5100（20t積。ホルマリン専用車）
- タサ5200（20t積。酢酸専用車）
- タサ5300（20t積。石油類専用車）
- タサ5400（20t積。液化プロパン専用車）
- タサ5500（20t積。液化プロピレン専用車）
- タサ5600（20t積。過酸化水素専用車）
- タサ5700（20t積。LPガス専用車）
- タサ5800（20t積。液化アンモニア専用車）
- タサ5900（20t積。液化モノメチルアミン専用車）
- タサ6000（22t積。プロピオンアルデヒド専用車）
- タサ6100（20t積。塩化メチレン専用車）
- タサ6500（20t積。LPガス専用車）
- タキ1（28t積。）
- タキ10（25t積）
- タキ50（30t積）
- タキ100（30t積。石油類専用車）
- タキ150（25t積。コールタール専用車）
- タキ200（初代）（25t積。ベンゾール専用車）
- タキ200（2代）（30t積。トリクロールエチレン専用車）
- タキ250（30t積。アンモニア水専用車）
- タキ300（30t積。濃硫酸専用車）
- タキ400（30t積。カセイソーダ液専用車）
- タキ450（28t積。カセイソーダ液専用車）
- タキ500（28t積。アルコール専用車）
- タキ600（30t積。アルコール専用車）
- タキ650（35t積。プロピレンダイクロライド専用車）
- タキ700（25t積。）
- タキ750（30t積。プロピオン酸専用車）
- タキ800（30t積。スチレンモノマー専用車）
- タキ850（25t積。ベンゾール専用車）
- タキ900（28t積。ベンゾール専用車）
- タキ950（35t積。ベンゾール専用車）
- タキ1000（25t積。石油類専用車）
- タキ1100（28t積）
- タキ1150（30t積。過酸化水素専用車）
- タキ1200（初代）（30t積。リン酸専用車）
- タキ1200（2代）（30t積。無水硫酸専用車）
- タキ1250（30t積。リン酸専用車）
- タキ1400（30t積。カセイソーダ液専用車）
- タキ1450（25t積。希硫酸専用車）
- タキ1500（35t積。石油類専用車）
- タキ1600(初代)（40t積。糖蜜専用車）
- タキ1600(2代)（35t積。クレオソート専用車）
- タキ1650（30t積。カセイソーダ液専用車）
- タキ1700（30t積。希硫酸専用車）
- タキ1800（30t積。ベンゾール専用車）
- タキ1900（40t積。セメント専用車）
- タキ2000（30t積。アルミナ専用車）
- タキ2050（25t積。ブチルアルデヒド専用車）
- タキ2100（30t積。石油類専用車）
- タキ2200（→ホキ1形（初代）→ホキ3500形：30t積。セメント専用車）
- タキ2500(初代)（25t積。濃硫酸専用車）
- タキ2500(2代)（25t積。濃硫酸専用車）
- タキ2550（25t積。濃硫酸専用車）
- タキ2600（30t積。カセイソーダ液専用車）
- タキ2700（30t積。クレオソート専用車）
- タキ2800（30t積。カセイソーダ液専用車）
- タキ3000（30t積）
- タキ3500（30t積。アルコール専用車）
- タキ3600（30t積。糖蜜専用車）
- タキ3650（35t積。リン酸専用車）
- タキ3700（30t積。酢酸専用車）
- タキ3800（35t積。セメント専用車）
- タキ3850（30t積。尿素樹脂接着剤専用車）
- タキ3900（30t積。石炭酸専用車）
- タキ4000（35t積。濃硫酸専用車）
- タキ4100(初代)（35t積。カセイソーダ液専用車）
- タキ4100(2代)（25t積。液化アンモニア専用車）
- タキ4200（35t積。カセイソーダ液専用車）
- タキ4600（34t積。カセイソーダ液専用車）
- タキ4650（35t積。尿素樹脂接着剤専用車）
- タキ4700（30t積。希硫酸専用車）
- タキ4750（35t積。希硫酸専用車）
- タキ4800（30t積。S酸肥液専用車）
- タキ4850（30t積。TDI専用車）
- タキ4900（30t積。サラシ液専用車）
- タキ4950（27t積。サラシ液専用車）
- タキ5000（30t積。塩酸及びアミノ酸専用車）
- タキ5050（35t積。塩酸及びアミノ酸専用車）
- タキ5100（30t積。二硫化炭素専用車）
- タキ5150（33t積。二硫化炭素専用車）
- タキ5200（30t積。メタノール専用車）
- タキ5300（35t積。セメント専用車）
- タキ5350（30t積。ユーロイド専用車）
- タキ5400（25t積。液化塩素専用車）
- タキ5450（25t積。液化塩素専用車）
- タキ5500（30t積。シクロヘキサン専用車）
- タキ5550（25t積。シクロヘキサン専用車）
- タキ5600（30t積。シクロヘキサノン専用車）
- タキ5650（30t積。シクロヘキシルアミン専用車）
- タキ5700（35t積。塩素酸石灰液専用車）
- タキ5750（35t積。濃硫酸専用車）
- タキ5800（25t積。液化塩化ビニル専用車）
- タキ5850（25t積。液化塩化ビニル専用車）
- タキ5900（35t積。クロルスルホン酸専用車）
- タキ6000（初代）（30t積。四塩化チタン専用車）
- タキ6000（2代）（30t積。液体肥料専用車）
- タキ6050（35t積。液体硫酸アルミニウム専用車）
- タキ6100（30t積。四塩化炭素専用車）
- タキ6150（30t積。パラフィン専用車）
- タキ6200（30t積。甲種硝酸専用車）
- タキ6250（35t積。無水硫酸専用車）
- タキ6300（35t積。ケイ酸ソーダ専用車）
- タキ6350（25t積。ペーストサイズ剤専用車）
- タキ6400（35t積。アルミナ専用車）
- タキ6450（35t積。ベンゾール専用車）
- タキ6500（30t積。アセトン専用車）
- タキ6550（30t積。塩化ビニル専用車）
- タキ6600（30t積。エチレングリコール専用車）
- タキ6650（30t積。コンクリート混和剤専用車）
- タキ6700（25t積。塩酸及びアミノ酸専用車）
- タキ6800（30t積。塩化メチレン専用車）
- タキ6810（33t積。クロロホルム専用車）
- タキ6850（30t積。アセトアルデヒド専用車）
- タキ6900（30t積。アクリルニトリル専用車）
- タキ6950（35t積。コンクリート混和剤専用車）
- タキ7000（35t積。四塩化炭素専用車）
- タキ7050（35t積。四塩化炭素専用車）
- タキ7100（初代）（25t積。カセイソーダ液専用車）
- タキ7100（2代）（35t積。セメント専用車）
- タキ7100（3代）（30t積。メチルメタアクリレート専用車）
- タキ7150（35t積。セメント専用車）
- タキ7200（30t積。アルコール専用車）
- タキ7250（35t積。アルコール専用車）
- タキ7300（初代）（35t積。セメント専用車）
- タキ7300（2代）（35t積。濃硝酸専用車）
- タキ7400（35t積。アルミナ専用車）
- タキ7450（30t積。濃硝酸専用車）
- タキ7500（30→28t積。濃硝酸専用車）
- タキ7600（25t積。希硫酸専用車）
- タキ7650（25t積。過酸化水素専用車）
- タキ7700（30t積。酢酸エチル専用車）
- タキ7750（35t積。カセイソーダ液専用車）
- タキ7800（30t積。オクタノール専用車）
- タキ7850（35t積。塩化カルシウム液専用車）
- タキ7900（25t積。ラテックス専用車）
- タキ7950（35t積。メタノール専用車）
- タキ8000（30t積。ホルマリン専用車）
- タキ8050（27t積。サラシ液専用車）
- タキ8100（30t積。希硝酸専用車）
- タキ8150（35t積。カセイソーダ液専用車）
- タキ8200（35t積。甲種硝酸専用車）
- タキ8250（25t積。グリオキザール専用車）
- タキ8300（30t積。ラテックス専用車）
- タキ8350（30t積。ラテックス専用車）
- タキ8400（40t積。アルミナ専用車）
- タキ8450（40t積。アルミナ専用車）
- タキ8500（30t積。パラアルデヒド専用車）
- タキ8550（30t積。PPG専用車）
- タキ8600（30t積。アニリン専用車）
- タキ8650（30t積。潤滑油添加剤専用車）
- タキ8700（30t積。酢酸ビニル専用車）
- タキ8750（25t積。クラフトパルプ廃液専用車）
- タキ8800（30t積。魚油専用車）
- タキ8850（35t積。ラテックス専用車）
- タキ8900（30t積。アスファルト専用車）
- タキ8950（35t積。PPG専用車）
- タキ9000（35t積。クロロホルム専用車）
- タキ9050（30t積。セメント専用車）
- タキ9100（30t積。ケイ酸ソーダ専用車）
- タキ9150（30t積。ケイ酸ソーダ専用車）
- タキ9200（45t積。アスファルト専用車）
- タキ9250（30t積。アセトアルデヒド専用車）
- タキ9300（30t積。亜硫酸パルプ廃液専用車）
- タキ9350（28t積。亜硫酸パルプ廃液専用車）
- タキ9400（30t積。脂肪酸専用車）
- タキ9450（30t積。セメント専用車）
- タキ9500（30t積。トルオール専用車）
- タキ9550（35t積。）
- タキ9600（30t積。セメント専用車）
- タキ9650（35t積。石油類専用車）
- タキ9700（35t積。ホルマリン専用車）
- タキ9750（35t積）
- タキ9800（35t積。石油類専用車）
- タキ9900（35t積）
- タキ10000（35t積。石油類専用車）
- タキ10100（35t積。二硫化炭素専用車）
- タキ10150（30t積。液化塩化ビニル専用車）
- タキ10200（40t積。）
- タキ10250（35t積。シクロヘキサン専用車）
- タキ10300（30t積。ブチルアルデヒド専用車）
- タキ10350（31t積。オクタノール専用車）
- タキ10400（30t積。アセトアルデヒド専用車）
- タキ10450（35→32t積。濃硝酸専用車）
- タキ10500（40t積。アルミナ専用車）
- タキ10550（45t積。濃硫酸専用車）
- タキ10600（35t積。セメント専用車）
- タキ10700（35t積。希硝酸専用車）
- タキ10800（30t積。クロトンアルデヒド専用車）
- タキ10850（35t積。ニトロシル硫酸溶液専用車）
- タキ10900（35t積。糖蜜専用車）
- タキ10950（28t積。希硝酸専用車）
- タキ11000（35t積。石油類専用車）
- タキ11200（35t積。リン酸専用車）
- タキ11300（35t積。リン酸専用車）
- タキ11350（31t積。生石灰専用車）
- タキ11450（35t積。メタリルクロライド専用車）
- タキ11500（40t積。セメント専用車）
- タキ11600（35t積。プロピレングリコール専用車）
- タキ11650（35t積。メタクレゾール酸専用車）
- タキ11700（45t積。アスファルト専用車）
- タキ11750（35t積。クラフトパルプ廃液専用車）
- タキ11800（35t積。潤滑油添加剤専用車）
- タキ11850（37t積。塩化第二鉄液専用車）
- タキ12000（35t積。糖蜜専用車）
- タキ12050（38t積。希硝酸専用車）
- タキ12200（40t積。セメント専用車）
- タキ12300（30t積。塩化ビニル専用車）
- タキ12400（30t積。塩化ビニル専用車）
- タキ12500（31t積。塩酸専用車）
- タキ13600（30t積。PPG専用車）
- タキ13700（35t積。アルコール専用車）
- タキ13800（28t積。酒類専用車）
- タキ14300（35t積。ノルマルパラフィン専用車）
- タキ14400（35t積。ベンゾール専用車）
- タキ14500（35t積。ジメチルホルムアミド専用車）
- タキ14600（35t積。魚油専用車）
- タキ14700（30t積。液化酸化エチレン専用車）
- タキ14800（35t積。カプロラクタム専用車）
- タキ14900（39t積。ホルマリン専用車）
- タキ15600（40t積。亜鉛焼鉱専用車）
- タキ15700（35t積。メチルメタアクリレート専用車）
- タキ15800（35t積。エチレングリコール専用車）
- タキ15900（35t積。液体硫酸アルミニウム専用車）
- タキ16100（35t積。サラシ液専用車）
- タキ16200（35t積。酢酸ビニル専用車）
- タキ16300（35t積。プロピオン酸専用車）
- タキ16500（27t積。プロピレンオキサイド専用車）
- タキ16600（35t積。エチレングリコール専用車）
- タキ16700（35t積。グリオキザール専用車）
- タキ17000（35t積。石油類専用車）
- タキ17400（37t積。リン酸専用車）
- タキ17500（35t積。カプロラクタム専用車）
- タキ17600（30t積。金属ナトリウム専用車）
- タキ17800（30t積。パラフィン専用車）
- タキ17900（35t積。アルミナ専用車）
- タキ18000（39t積。白土液専用車）
- タキ18100（35t積。PPG専用車）
- タキ18200（33t積。亜硫酸ソーダ液専用車）
- タキ18300（35t積。液体ポリ塩化アルミニウム専用車）
- タキ18400（30t積。ポリブテン専用車）
- タキ18500（30t積。サラシ液専用車）
- タキ18600（25t積。液化アンモニア専用車）
- タキ18700（35t積。酢酸及び無水酢酸専用車）
- タキ18800（25t積。液化クロルメチル専用車）
- タキ18810（31t積。アクリルアマイド液専用車）
- タキ18900（30t積。アニリン専用車）
- タキ19000（40t積。セメント専用車）
- タキ19500（35t積。スチレンモノマー専用車）
- タキ19550（25t積。液化イソブチレン専用車）
- タキ19600（35t積。TDI専用車）
- タキ19700（35t積。希硫酸専用車）
- タキ20000（35t積。石油類専用車）
- タキ20100（35t積。亜硫酸ソーダ液専用車）
- タキ20300（35t積。ペーストサイズ剤専用車）
- タキ20350（35t積。ブチルアルデヒド専用車）
- タキ20400（32t積。塩化ビニル専用車）
- タキ20500（35t積。石炭酸専用車）
- タキ20600（35t積。脂肪酸専用車）
- タキ20700（35t積。パークロールエチレン及びトリクロールエチレン専用車）
- タキ20800（35t積。加硫促進剤水溶液専用車）
- タキ21000（39t積。ドロマイト専用車）
- タキ21200（35t積。アンモニア水専用車）
- タキ21300（35t積。塩素酸ソーダ液専用車）
- タキ21350（35t積。塩素酸ソーダ液専用車）
- タキ21600（35t積。塩素酸ソーダ専用車）
- タキ21700（35t積。オルソジクロルベンゼン専用車）
- タキ21800（35t積。トリクロロエタン専用車）
- タキ22700（35t積。カセイソーダ液専用車）
- タキ22800（35t積。過酸化水素専用車）
- タキ22900（35t積。青化ソーダ液専用車）
- タキ23500（37t積。オルソジクロルベンゼン専用車）
- タキ23600（35t積。液体硫黄専用車）
- タキ23650（34t積。液体硫黄専用車）
- タキ23700（30t積。石油類専用車）
- タキ23800（35t積。ラテックス専用車）
- タキ23900（40t積。カオリン液専用車）
- タキ23950（30t積。白土専用車）
- タキ24100（35t積。軽質ナフサ専用車）
- タキ24300（35t積。テレフタル酸専用車）
- タキ24400（35t積。アクリルアマイド液専用車）
- タキ24500（35t積。亜塩素酸ソーダ液専用車）
- タキ24600（35t積。塩化メチレン専用車）
- タキ24700（25t積。小麦粉専用車）
- タキ24800（35t積。硫化ソーダ液専用車）
- タキ24900（35t積。醤油専用車）
- タキ25000（25t積。LPガス専用車）
- タキ25800（35t積。アニリン専用車）
- タキ25900（30t積。アクリルアマイド液専用車）
- タキ26000（35t積。亜塩素酸ソーダ液専用車）
- タキ26100（35t積。アミノカプロラクタム水溶液専用車）
- タキ26200（35t積。亜塩素酸ソーダ液専用車）
- タキ29000（35t積。濃硝酸専用車）
- タキ29100（35t積。濃硝酸専用車）
- タキ29300（39t積。濃硫酸専用車）
- タキ30000（30t積。）
- タキ30100（35t積。重クロム酸ソーダ液専用車）
- タキ30200（25t積。液化モノメチルアミン専用車）
- タキ35000（35t積）
- タキ38000（36t積）
- タキ40000（40t積）
- タキ42100（35t積。オルソクロルアニリン専用車）
- タキ42150（30t積。メタクレゾール酸専用車）
- タキ42200（34t積。アニリン専用車）
- タキ42250（32t積。ナフタリン専用車）
- タキ42300（35t積。硫酸ヒドロキシルアミン水溶液専用車）
- タキ42350（30t積。ペンタン専用車）
- タキ42750（32t積。石油類専用車）
- タキ43000（43，44t積）
- タキ44000（43t積。石油類専用車）
- タキ45000（35t積。石油類専用車）
- タキ46000（38t積。濃硫酸専用車）
- タキ50000（50t積）
- タキ55000（50t積。石油類専用車）
- タキ64000（64t積）

#### チ：長物車
- チ1（初代）（10t積。汎用）
- チ1（2代）（10t積。汎用）
- チ500（戦時形3軸車トキ900形を改造）
- チ1000（10t積。汎用）
- チラ1（初代）（汎用）
- チラ1（2代）（→コラ1）
- チサ100（北海道向けの3軸車）
- チサ1600（戦時形3軸車トキ900形を改造）
- チサ9000（←クラ9000形。20t積。大型トラック積載用低床車）
- チキ100（国鉄）（35t積。ラワン材輸送用）
- チキ300（25t積。汎用）
- チキ800（25t積。汎用）
- チキ900（国鉄）（40t積。汎用）
- チキ1000（国鉄）（35t積。汎用）
- チキ1500（35t積。汎用）
- チキ2500（35t積。汎用）
- チキ2600（35t積。汎用）
- チキ2700（35t積。汎用）
- チキ3000（35t積。汎用）
- チキ4000（35t積。汎用）
- チキ4500（35t積。汎用）
- チキ4700（35t積。鋼板輸送用）
- チキ5000（初代）（→コキ5000）
- チキ5000（2代）（35t積。海上コンテナ輸送対応）
- チキ5200（35t積。レール輸送用）
- チキ5500（初代）（→コキ5500）
- チキ5500（2代）（37t積。レール輸送用）
- チキ6000（35t積。汎用）
- チキ7000（35t積。汎用）
- チキ80000（40t積。生石灰積コンテナ輸送用）

#### ツ:通風車
- ツ1
- ツ100
- ツ400
- ツ700
- ツ1000
- ツ1300
- ツ1400
- ツ2000
- ツ2500
- ツ4000
- ツム1
- ツム1000

#### テ:鉄製有蓋車
- テ1
- テ600
- テ900
- テ1000
- テ1200
- テム100
- テム300
- テラ1
- テキ1（初代）
- テキ1（2代） - 私有貨車
- テキ200 - 私有貨車

#### ト:無蓋車
- ト1（初代）
- ト1（2代。10t積。汎用）
- ト20000（10t積。汎用）
- トフ1（緩急車）
- トフ250（緩急車）
- トフ300（緩急車）
- トム1（15t積。汎用）
- トム4500（15t積。汎用。台湾向け貨車を購入）
- トム5000（15t積。汎用）
- トム16000（15t積。汎用）
- トム25000（15t積。汎用）
- トム50000（15t積。汎用）
- トム60000（15t積。汎用）
- トムフ1（15t積。汎用。緩急車）
- トラ1（17t積。汎用）
- トラ90（15t積。有蓋兼用試作車）
- トラ3500（17t積。汎用。樺太庁鉄道編入車）
- トラ4000（17t積。汎用）
- トラ5000（17t積。汎用）
- トラ6000（17t積。汎用）
- トラ16000（17t積。汎用。65 km/h車）
- トラ20000（15/17t積。汎用）
- トラ23000（15/17t積。汎用）
- トラ25000（15/17t積。有蓋車代用可能ワトラ）
- トラ30000（17t積。汎用）
- トラ35000（15/17t積。汎用コトラ）
- トラ40000（15/17t積。汎用コトラ）
- トラ43500（17t積。鋼板輸送用）
- トラ43600（17t積。鋼管輸送用）
- トラ45000（15/17t積。汎用コトラ。トロッコ列車用改造車あり）
- トラ55000（15/18t積。汎用ストラ）
- トラ70000（17t積。汎用。トロッコ列車用改造車あり）
- トラ90000（木材チップ輸送用コトラ。トロッコ列車用改造車あり）
- トラ190000（木材チップ輸送用コトラ。65 km/h車）
- トサ1形（初代。24t積。汎用）
- トキ1（25t積。汎用）
- トキ10（35t積。汎用）
- トキ900（30t積。汎用。戦時形3軸車）
- トキ1000（42t積。冷延コイル鋼板輸送用）
- トキ9000（43t積。冷延コイル鋼板輸送用）
- トキ15000（35t積。汎用）
- トキ21000（33t積。鉄鋼輸送用）
- トキ21100（35t積。熱延コイル鋼板輸送用）
- トキ21200（33t積。熱延コイル鋼板輸送用）
- トキ21300（35t積。アルミシートスラブ輸送用）
- トキ21400（34t積。熱延コイル鋼板輸送用）
- トキ21500（33t積。冷延コイル鋼板輸送用）
- トキ22000（大型板ガラス輸送用）
- トキ23000（35t積。厚鋼板輸送用）
- トキ23600（亜鉛泥鉱輸送用）
- トキ23800（35t積。原木輸送用）
- トキ23900（36t積。亜鉛塊輸送用。1995年度消滅）
- トキ25000（36t積。汎用）
- トキ66000（28t積。汎用。トラ6000形の戦時増トン改造車）
- トキ80000（40t積。大板ガラス専用・私有貨車）

#### ナ:活魚車
- ナ1
- ナ10

#### パ：家禽車
- パ1
- パ100

#### ホ：ホッパ車
- ホラ1（17t積。セメント専用車・私有貨車）
- ホラ100（17t積）
- ホサ8100（20t積。石炭専用車・私有貨車）
- ホサフ1（20t積）
- ホキ1 (初代)（30t積。セメント専用車・私有貨車）
- ホキ1 (2代)（30t積）
- ホキ100（30t積）
- ホキ150（30t積）
- ホキ190（25t積。カーバイド専用車・私有貨車）
- ホキ200（30t積）
- ホキ250（30t積。カーバイド専用車・私有貨車）
- ホキ300（30t積）
- ホキ350（30t積）
- ホキ400（30t積）
- ホキ500（50t積）
- ホキ600（25t積）
- ホキ650（25t積）
- ホキ700（30t積）
- ホキ800（30t積）
- ホキ1400（30t積）
- ホキ1800（30t積。鉱石専用車・私有貨車）
- ホキ1900 (初代)（25t積。カーバイド専用車・私有貨車）
- ホキ1900 (2代)（30t→20t積）
- ホキ2000（65t積）
- ホキ2100（35t積）
- ホキ2200（30t積）
- ホキ2500（35t積）
- ホキ2800（35t積）
- ホキ2900（50t積）
- ホキ3000（35t積。アルミナ専用車・私有貨車）
- ホキ3100（35t積。セメント専用車・私有貨車）
- ホキ3500（30t積。セメント専用車・私有貨車）
- ホキ4050（35t積。アルミナ専用車・私有貨車）
- ホキ4100 (初代)（35t積。セメント専用車・私有貨車）
- ホキ4100 (2代)（35t積。セメント専用車・私有貨車）
- ホキ4200（30t積。石灰石専用車・私有貨車）
- ホキ4300（30t積。ソーダ灰専用車・私有貨車）
- ホキ4400（30t積。生石灰専用車・私有貨車）
- ホキ4700（30t積。生石灰専用車・私有貨車）
- ホキ4900（30t積。ソーダ灰専用車・私有貨車）
- ホキ5000（30t積。リン酸ソーダ専用車・私有貨車）
- ホキ5100（30t積。リン酸ソーダ専用車・私有貨車）
- ホキ5200 (初代)（35t積。カーバイト専用車・私有貨車）
- ホキ5200 (2代)（30t積。鉱石専用車・私有貨車）
- ホキ5300（30t積。焼結鉱専用車・私有貨車）
- ホキ5400（30t積。ドロマイト専用車・私有貨車）
- ホキ5500（50t積。セメント専用車・私有貨車）
- ホキ5600（35t積。カーバイト専用車・私有貨車）
- ホキ5700（40t積。セメント専用車・私有貨車）
- ホキ5800（30t積。塩化ビニル専用車・私有貨車）
- ホキ5900（34t積。カーバイト専用車・私有貨車）
- ホキ6000（30t積。カーバイト専用車・私有貨車）
- ホキ6100（30t積。セメント専用車・私有貨車）
- ホキ6300（35t積。セメント専用車・私有貨車）
- ホキ6500（25t積。カーバイト専用車・私有貨車）
- ホキ6600（25t積。麦芽専用車・私有貨車）
- ホキ6700（35t積。セメント専用車・私有貨車）
- ホキ6800（35t積。セメントクリンカ専用車・私有貨車）
- ホキ6900（25t積。カーボンブラック専用車・私有貨車）
- ホキ7000（30t積。生石灰専用車・私有貨車）
- ホキ7200（30t積。石灰石専用車・私有貨車）
- ホキ7300（30t積。セメント専用車・私有貨車）
- ホキ7500（40t積。セメント専用車・私有貨車）
- ホキ7600（32、33t積。セメント及び石炭専用車・私有貨車）
- ホキ8000（30t積。石灰石専用車・私有貨車）
- ホキ8100（38t積。石灰石専用車・私有貨車）
- ホキ8300（35t積。トウモロコシ及びコウリャン専用車・私有貨車）
- ホキ8500（35t積。石灰石専用車・私有貨車）
- ホキ8800（35t積。生石灰専用車・私有貨車）
- ホキ9300（35t積。コークス粉専用車・私有貨車）
- ホキ9500（35t積。砕石→石灰石専用車・私有貨車）
- ホキ9800（35t積。麦芽専用車・私有貨車）
- ホキ10000（35t積。石炭、石灰石専用車・私有貨車）
- ホキ34200（28t積。石灰石専用車・私有貨車）

#### ポ：陶器車
- ポ1
- ポ50
- ポ100（10t積）
- ポ300（10t積）
- ポム1（15t積）
- ポム200（15t積）

#### ミ：水運車（水槽車）
- ミ1
- ミ10
- フミ30
- ミ150
- ミ160
- ミ170
- ミ200
- ミ230
- ミ240
- ミ250
- ミ300
- ミ350
- ミ500
- ミ600
- ミム1
- ミム30
- ミム100
- ミラ10
- ミキ1
- ミキ10
- ミキ20

#### リ：土運車
- リ1
- リ390
- リ400
- リ1800
- リ1900
- リ2000
- リ2050
- リ2200
- リ2500
- リム1
- リム300

#### レ：冷蔵車
- レ1 ← レソ200、レソ210、レソ220
- レ90
- レ200 ← レソ25230
- レ350 ← レソ25280
- レ900 ← レソ25080
- レ1000 ← レソ25550
- レ1300 ← レソ25630
- レ2200
- レ2300 ← レソ26400
- レ2500
- レ2900 ← レソ26500
- レ5000
- レ6000
- レ7000
- レ9000
- レ10000
- レ12000
- レ16000
- レム1（有蓋車兼用）
- レム400（有蓋車兼用）
- レム5000
- レム9000
- レサ1
- レサ900
- レサ5000
- レサ10000
  - レムフ10000（緩急車）
  - レサ10000
- レキ1

#### ワ：有蓋車
- ワ1
- ワ10000
- ワ12000
- ワ17000
- ワ20000
- ワ21000
- ワ21100
- ワ22000
- ワ50000（小口急行貨物用貨車。電車であるサハ6形、サハ19形の改造）
- ワフ20000（ワ50000形と同系の緩急車）
- ワフ21000（緩急車）
- ワフ22000（緩急車）
- ワフ25000（緩急車）
- ワフ28000（緩急車）
- ワフ29000（緩急車）
- ワフ29500（緩急車）
- ワフ35000（緩急車）
- ワム1
- ワム400
- ワム1900（15t積。戦時型・台湾向けの転用）
- ワム2000（15t積。ワム23000の短軸型）
- ワム3500（15t積。木製車）
- ワム20000（15t積。鋼製車）
- ワム21000（15t積。鋼製車）
- ワム23000（15t積。鋼製標準車）
- ワム49000（15t積。有蓋・無蓋兼用試作車。屋根板積み重ね方式）
- ワム49100（15t積。有蓋・無蓋兼用試作車。屋根板立掛け式）
- ワム49200（15t積。有蓋・無蓋兼用試作車。屋根スライド式）
- ワム50000（15t積。戦時型）
- ワム60000（15t積。汎用）
- ワム70000（15t積。汎用）
- ワム80000 I（15t積。パレット輸送用試作車。後のワム89000 I）
- ワム80000 II（15t積。パレット輸送用）
- ワム89000（15t積。パレット輸送用試作車。初代・2代あり）
- ワム90000（15t積。ワム23000の2段リンク改造車、新造車、ワム50000の更新車、トキ900の改造車の4種）
- ワム150000（15t積。ワム50000の形式変更車）
- ワラ1（17t積汎用）
- ワサ1（17t/23t積。3軸車。パレット輸送用/汎用）
- ワキ1
  - ワムフ1（小口急行貨物用緩急車。室内灯と貫通扉付き）
  - ワキ1（小口急行貨物用貨車。室内灯と貫通扉付き）
- ワキ700（魚雷輸送用の海軍所有の私有貨車だったが、後に国鉄が購入した）
- ワキ1000
  - ワムフ100（小口急行貨物用緩急車。室内灯と貫通扉付き）
  - ワキ1000（小口急行貨物用貨車。室内灯と貫通扉付き）
- ワキ5000（30t積。パレット輸送用）
- ワキ8000
  - ワサフ8000（客貨両用の緩急車）
  - ワキ8000（客貨両用車）
- ワキ9000（30t積。鉄鋼コイル輸送用。1995年度消滅）
- ワキ10000（30t積、高速貨物輸送対応）
- ワキ50000（30t積。ワキ10000改造車。1995年度消滅）

### 事業用

#### エ：救援車
- エ1（ワム1形改造）
- エ500（ワム3500形改造）
- エ700（ヤ300形（客車）改番）
- エ740（ヤ100形（客車）改番）
- エ770（ヤ150形（客車）改番）
- エ790（ヤ190形（客車）改番）
- エ810（ヤ5010形（客車）改番）

#### キ：雪かき車（除雪車）
- キ1（木製単線用ラッセル式雪かき車）
- キ100（鋼製単線用ラッセル式雪かき車）
- キ200（複線用ラッセル式雪かき車）
- キ550（複線用ラッセル式雪かき車）
- キ600（ロータリー式雪かき車）
- キ620（ロータリー式雪かき車）
- キ700（広幅雪かき車）
- キ800（かき寄せ雪かき車）
- キ900（かき寄せ雪かき車）
- キ950・キ950甲（ローダー式雪かき車）
- キ1500（木製複線用ラッセル式雪かき車）

#### ケ：検重車
- ケ1（旧コ1形）
- ケ10（コキ5500形改造）

#### コ：衡重車
1966年、記号「コ」をコンテナ車に譲るため、名称を検重車に変更のうえ記号を「ケ」に変更。
- コ1（→ケ1形）
- コ10（橋梁耐重検査用車）

#### サ：工作車
- サ1（ワム1形改造）
- サ100（ワム3500形改造）
- サ200（ヤ520形（客車）改番）
- サ220（ヤ500形、ヤ510形（客車）改番）
- サ230（ヤ500形、ヤ510形（客車）改番）

#### ソ：操重車
- ソ1（橋桁架設用。旧形式オソ10）
- ソ20（事故救援用・大型）
- ソ30（事故救援用・大型）
- ソ50（レール積降用。トキ900形改造）
- ソ60（レール積降用）
- ソ80（事故救援用・大型）
- ソ100（事故救援用・小型）
- ソ150（事故救援用・中型）
- ソ160（事故救援用・中型）
- ソ200（橋桁架設用）
- ソ300（橋桁架設用）

#### ヒ：控車
- ヒ1（旧ヒ1000形）
- ヒ100（旧ヒ1050形）
- ヒ150（旧ヒ1100形）
- ヒ180（旧ヒ1150形）
- ヒ200（ハフ3323形改造）
- ヒ300（航送用。1993年度消滅）
- ヒ400（1979年度消滅）
- ヒ500（航送用。1988年度消滅）
- ヒ600（構内入換用。2002年度消滅）

#### ピ：歯車車
横軽（碓氷峠）用の歯車付き緩急車。1932年廃止。
- ピ1（旧ピフ140形、ピフ146形）
- ピ30（旧ピフ151形）

#### ヤ：職用車
- ヤ1（ブレーキ試験車、車両運動試験車、軌道試験車、構造物試験車。旧ヤ400形客車。ワム23000形改造）
- ヤ10（青函連絡船石炭積込用車。トム4500形、トム5000形、トム16000形、トム50000形改造）
- ヤ50（バラスト交換工事用電源車）
- ヤ80・ヤ81・ヤ82（走行特性試験車。新製、ワサ1形改造、ワム80000形改造）
- ヤ90（積付試験車。ワム50000形改造）
- ヤ100・ヤ110・ヤ150（バラスト交換工事用職用車）
- ヤ200（脱線試験車。ワキ1000形改造）
- ヤ210（軌道検測試験車）
- ヤ230（レール探傷車）
- ヤ250（リニアモーター敷設車。クサ9000形、コキ9200形改造）
- ヤ300・ヤ310・ヤ320・ヤ330（ロングレール輸送車。チキ800形、トキ15000形改造）
- ヤ350（ロングレール輸送車。チキ4000形改造）
- ヤ360・ヤ370・ヤ380・ヤ390・ヤ395（電化工事用職用車。トキ15000形、キヤ90形、キヤ91形改造）
- ヤ400（信号機器輸送用職用車。ワム60000形改造）
- ヤ450（電化工事用職用車）
- ヤ500（除草薬散布用職用車。ミム100形改造）
- ヤ550（除草薬散布用職用車。トキ25000形改造）

#### ヨ：車掌車
- ヨ1（←ヨフ6000）
- ヨ1500（←ヨフ7000）
- ヨ2000
- ヨ2500
- ヨ3500
- ヨ5000
- ヨ6000
- ヨ7000
- ヨ8000
- ヨ9000

## 新幹線車両

### ディーゼル機関車（新幹線）
- 911形
- 912形（←2000形）

### 電車（新幹線）
- 1000形
- 0系
- 100系
- 200系
- 921形（←4000形）
- 922形
- 925形
- 941形
- 951形
- 961形
- 962形

### 貨車（新幹線）
- 923形（レール探傷車）
- 931形（←3000形。ホッパ車）
- 932形（←5000形。軌きょう敷設車）
- 933形（レール研削車）
- 934形（分岐器運搬車）
- 935形（保守用車の救援車・工事用貨車の緩急車）
- 936形（積雪対応の散水タンク車）
- 937形（自動散布ホッパ車）
- 938形（道床交換車）
- 939形（ロングレール輸送更換車）
- 942形（救援貨車）

## 特殊狭軌線車両

### 蒸気機関車（特殊狭軌線）

#### タンク機関車（特殊狭軌線）
- ケ90形
- ケ92形
- ケ93形
- ケ96形
- ケ97形
- ケ99形
- ケ100形
- ケ110形
- ケ120形
- ケ130形
- ケ140形
- ケ145形（初代）
- ケ145形（2代）
- ケ150形
- ケ158形
- ケ160形
- ケ170形
- ケ190形
- ケ200形
- ケ210形
- ケ215形
- ケ216形
- ケ217形
- ケ218形
- ケ220形
- ケ230形
- ケ231形
- ケ237形
- ケ239形
- ケ240形
- ケ250形
- ケ260形
- ケ270形
- ケ280形
- ケ290形
- ケ600形
- ケ700形
- ケ702形
- ケ703形
- ケ800形

#### テンダー機関車（特殊狭軌線）
- ケ500形
- ケ510形

### 電気機関車（特殊狭軌線）
- ケED10形

### ガソリン機関車
- ケDB10形
- ケDB11形